# Argemone hispida
Argemone hispida A.Gray – gatunek rośliny z rodziny makowatych (Papaveraceae Juss.). Występuje naturalnie w Stanach Zjednoczonych – w środkowo-północnej części Nowego Meksyku, środkowym Kolorado oraz południowo-wschodnim Wyoming, a według niektórych źródeł także w Oregonie, Kalifornii i Arizonie. 

## Morfologia
PokrójBylina dorastająca do 30–60 cm wysokości. Łodyga jest pokryta kolcami.
LiścieSą pierzasto-klapowane, kolczaste.
KwiatyPłatków mają białą barwę i osiągają do 35–50 mm długości. Kwiaty mają 100 pręcików o jasnożółtych nitkach. Zalążnia zawiera 3 lub 4 owocolistków.
OwoceTorebki o jajowatym kształcie. Są pokryte kolcami. Osiągają 30–40 mm długości i 12–18 mm szerokości.

## Biologia i ekologia
Rośnie na łąkach i trawiastych stokach. Występuje na wysokości od 1400 do 2100 m n.p.m.